# Płaszcz Układu Słonecznego

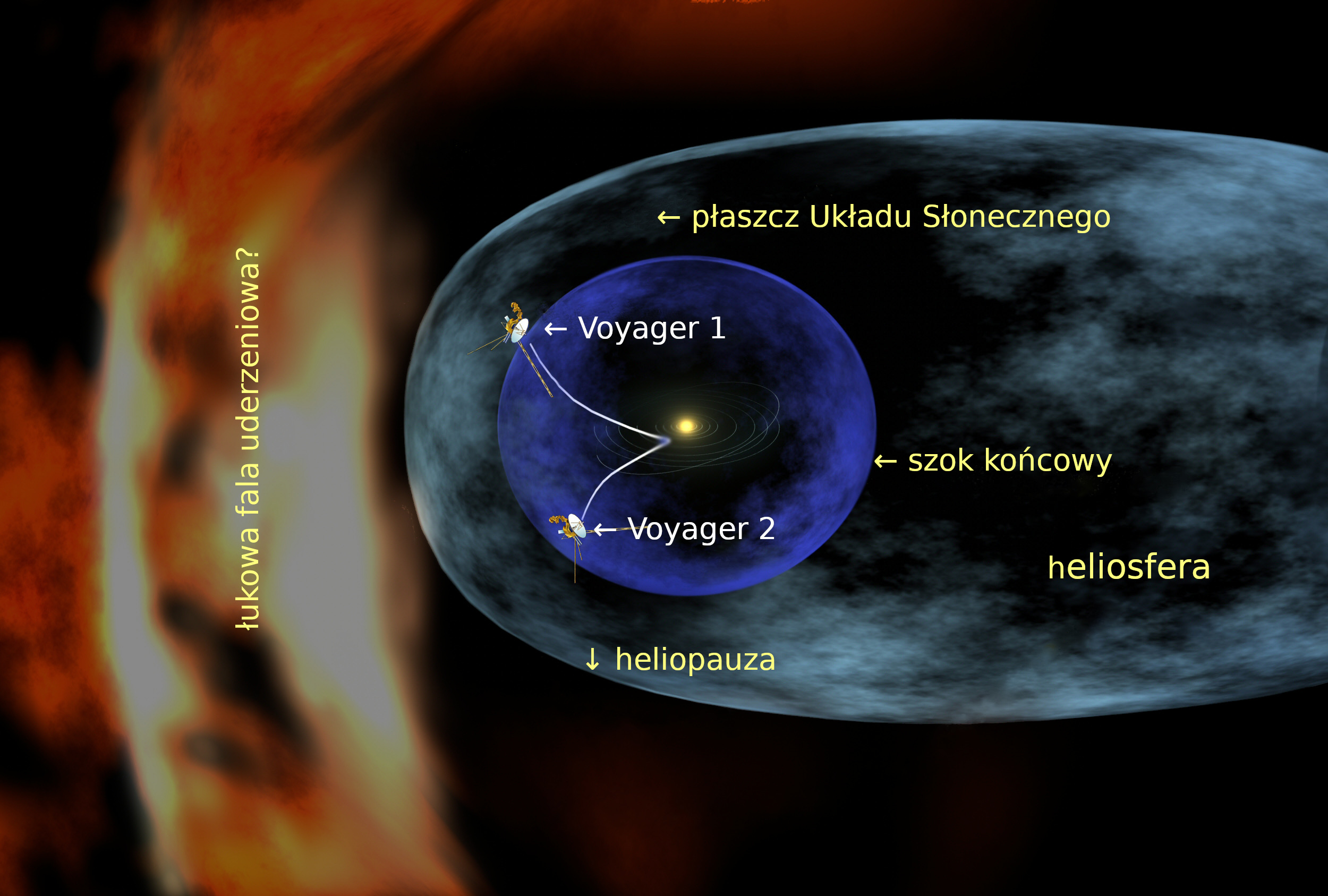
Struktura heliosfery

Płaszcz Układu Słonecznego (ang. heliosheath) – część heliosfery pomiędzy szokiem końcowym a heliopauzą. Jest to obszar, w którym wiatr słoneczny wieje z prędkościami poddźwiękowymi. Otacza cały Układ Słoneczny oprócz (hipotetycznego) obłoku Oorta.
Wewnętrzną granicą płaszcza Układu Słonecznego jest szok końcowy. Jego odległość od Słońca wynosi około 80-100 au i prawdopodobnie nie jest stała, ale zależy od aktywności Słońca i od galaktycznego pola magnetycznego. Również zewnętrzna granica płaszcza, a zarazem całej heliosfery – heliopauza – jest strukturą dynamiczną, której kształt nadaje oddziaływanie z ośrodkiem międzygwiazdowym. Płaszcz jest wyraźnie asymetryczny, odkształcony przez ciśnienie dynamiczne ośrodka. Jest spłaszczony w kierunku ruchu Słońca przez Galaktykę, a w stronę przeciwną rozciągnięty na kształt warkocza komety.
W 2009 na podstawie danych dostarczonych przez sondy NASA IBEX (Interstellar Boundary Explorer) i Cassini zasugerowano, że ten model jest niepoprawny, a płaszcz tworzy dość symetryczny bąbel. Oznaczałoby to, że decydujący wpływ na niego ma oddziaływanie cząstek z polem magnetycznym ośrodka międzygwiazdowego. Jednak późniejsze badania wskazały, że obserwowany efekt ma swoje źródła bliżej, w obszarze szoku końcowego, zaś heliosfera jako całość jest wydłużona, a pole magnetyczne jedynie deformuje jej kształt.